# Liste der Monuments historiques in Saint-Sulpice-et-Cameyrac
Die Liste der Monuments historiques in Saint-Sulpice-et-Cameyrac führt die Monuments historiques in der französischen Gemeinde Saint-Sulpice-et-Cameyrac auf.

## Liste der Bauwerke
| Bezeichnung             | Beschreibung | Standort | Kennzeichnung | Schutzstatus | Datum | Bild           |
| ----------------------- | ------------ | -------- | ------------- | ------------ | ----- | -------------- |
| Friedhofskreuz          |              | (Lage)   | PA00083806    | Classé       | 1908  | weitere Bilder |
| Kirche St-Jean-Baptiste |              | (Lage)   | PA00083805    | Inscrit      | 1925  | weitere Bilder |
| Kirche St-Roch          |              | (Lage)   | PA00083804    | Inscrit      | 1925  | weitere Bilder |

## Liste der Objekte
- Monuments historiques (Objekte) in Saint-Sulpice-et-Cameyrac in der Base Palissy des französischen Kultusministeriums